# Карл Хенрик фон Лёве
Карл Хенрик фон Лёве (1666 — 1741, Карлскруна) — шведский адмирал.
В 1701 году командовал в звании командора шведской эскадрой, направленной для нападения на Архангельск. После провала экспедиции отдан под суд, состоявшийся в начале 1704 года, на котором высшие военно-морские чины рассмотрев обстоятельства дела признали Лёве невиновным. Звание вице-адмирала присвоено в 1715 году, адмирала в 1719 году. Был назначен главой верфи Карлскруны в 1719—1728 годах и президентом Адмиралтейской коллегии в 1738—1741 годах.